# Каспер Сварт
Ка́спер (Кейсі) Сварт (нід. Casper Swart; народився 25 серпня 1981, Неймеген, Нідерланди) — нідерландський хокеїст, воротар. Наразі виступає за «Амстел Тейгерс» в Ередивізі. У складі національної збірної Нідерландів учасник чемпіонатів світу 2006 (дивізіон I), 2007 (дивізіон I) і 2009 (дивізіон I). У складі молодіжної збірної Нідерландів учасник чемпіонату Європи 1999 (дивізіон II).
Виступав за «Неймеген Тайгерс», «Анкоридж Айс», «Амстердам Бульдогс», «Неймеген Емперорс», «Гелен Ітерс», «Неймеген Девілс», «Ден Гаг Вулвз».

## Досягнення
- Найкращий воротар Ередивізі (2005—06);